# Ralph H. Cameron

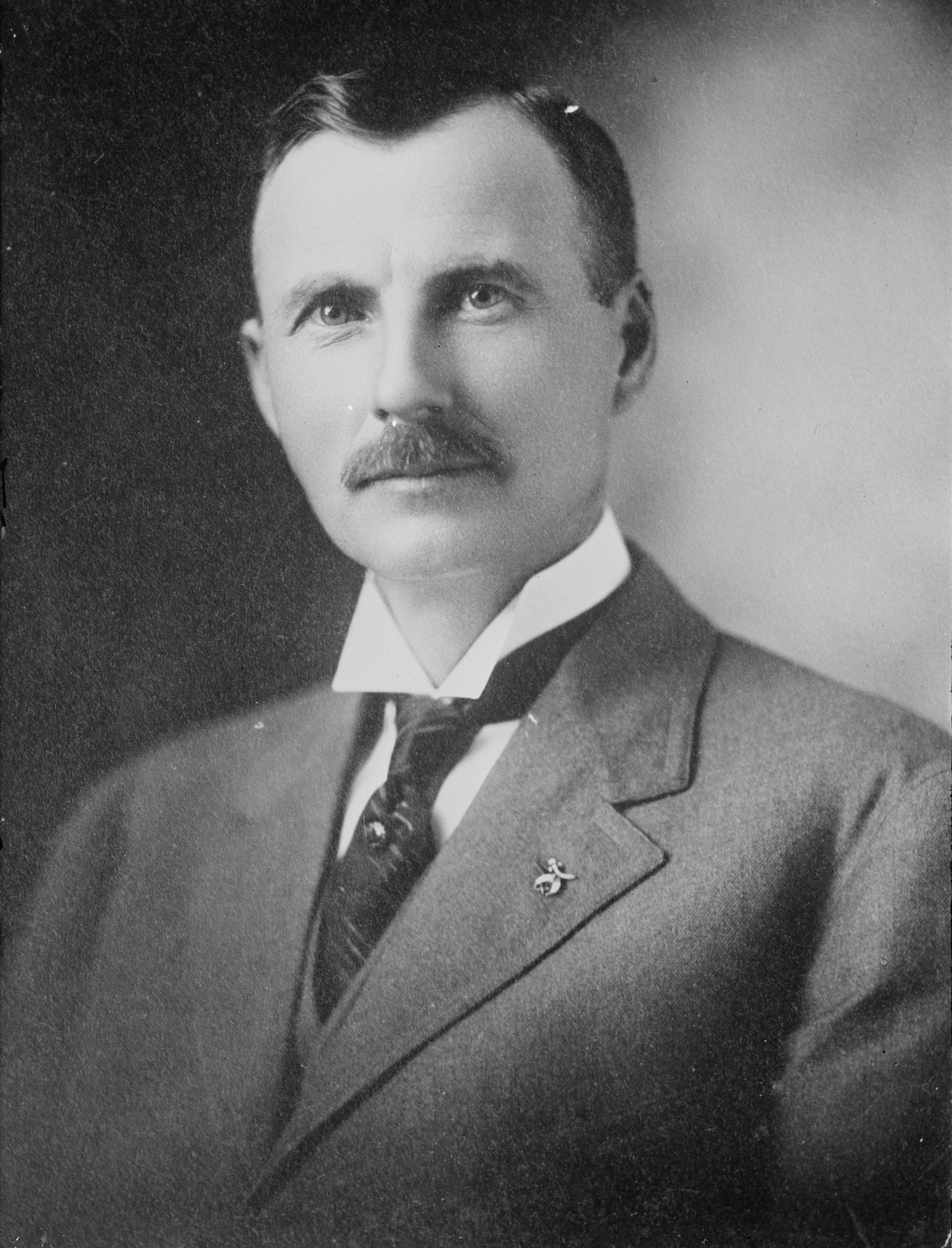
Ralph H. Cameron

Ralph Henry Cameron, född 21 oktober 1863 i Southport, Maine, död 12 februari 1953 i Washington, D.C., var en amerikansk republikansk politiker. Han representerade delstaten Arizona i USA:s senat 1921-1927.
Cameron flyttade 1883 till Arizonaterritoriet och var verksam inom gruvdrift och boskapsuppfödning. Han var med om att skapa vandringsstigen Bright Angel Trail i Grand Canyon. Han var sheriff i Coconino County 1891 och 1894-1898. Han representerade Arizonaterritoriet som en icke röstberättigad delegat i USA:s kongress 1909-1912.
Cameron utmanade sittande senatorn Marcus A. Smith i senatsvalet 1920 och vann. Han kandiderade 1926 till omval men förlorade mot demokraten Carl Hayden. Cameron utmanade sedan Henry F. Ashurst i senatsvalet 1928 men förlorade på nytt. Han var sedan verksam inom gruvdriften i North Carolina, Georgia och Kalifornien. I de två förstnämnda delstaterna gällde det glimmer, medan i Kalifornien var den eftersökta råvaran guld.
Cameron var frimurare och dessutom medlem i Shriners. Hans grav finns på American Legion Cemetery i nationalparken Grand Canyon.